# Рогув (Опольське воєводство)
Рогув (пол. Rogów) — село в Польщі, у гміні Гродкув Бжезького повіту Опольського воєводства.
Населення — 40 осіб (2011).
У 1975-1998 роках село належало до Опольського воєводства.

## Демографія
Демографічна структура станом на 31 березня 2011 року:
|          | Загалом | Допрацездатний вік | Працездатний вік | Постпрацездатний вік |
| -------- | ------- | ------------------ | ---------------- | -------------------- |
| Чоловіки | 18      | 5                  | 10               | 3                    |
| Жінки    | 22      | 2                  | 15               | 5                    |
| Разом    | 40      | 7                  | 25               | 8                    |